# Mati Kuulberg
Mati Kuulberg (* 9. Juli 1947 in Tallinn; † 14. Juni 2001 ebenda) war ein estnischer Komponist, Geiger und Musikpädagoge.
Mati Kuulberg studierte bis 1966 Geige am Tallinner Musikgymnasium bei Harald Aasa und bis 1971 Komposition am Staatlichen Tallinner Konservatorium (heute Estnische Musik- und Theaterakademie) bei Anatoli Garšnek.
Von 1966 bis 1974 war Kuulberg Violinist am Staatlichen Estnischen Sinfonieorchester (ERSO). Von 1970 bis 1998 war er Dozent für Musiktheorie und Musikpädagogik an der Georg-Ots-Musikschule in Tallinn. Im selben Zeitraum war er Lehrer für Musiktheorie und Komposition am Tallinner Musikgymnasium. 1969 trat er dem Estnischen Komponistenverband (estnisch Eesti Heliloojate Liit) bei.
Mati Kuulberg liegt heute auf dem Tallinner Waldfriedhof begraben.

## Werke (Auswahl)
- Fünf Sinfonien (1971, 1977, 1978, 1983, 1986)
- Drei Ballette
  - Pöördlava (1973)
  - Mont Valérien (1971)
  - Kompositsioon viiele (1971)
- Vier Sonaten für Solovioline (1971/1974, 1976, 1977, 1983)